# Democracia Ahora
Democracia Ahora (en alemán: Demokratie Jetzt, DJ) fue un movimiento civil que se originó en la República Democrática Alemana en septiembre de 1989, como organización opositora al régimen del Partido Socialista Unificado de Alemania (SED). 
En noviembre de 1989, Democracia Ahora propuso la realización de las llamadas "mesas redondas" para dialogar con el gobierno. Dicha propuesta acabó materializándose al mes siguiente.
Como representante de Democracia Ahora, Wolfgang Ullmann fue nombrado ministro sin cartera en el gobierno de Hans Modrow en febrero de 1990. Poco después formó la coalición electoral Alianza 90 junto a los movimientos Foro Nuevo e Iniciativa por la Paz y los Derechos Humanos. Dicha coalición obtuvo el 2,9% de los votos y 12 escaños en las elecciones generales de Alemania Oriental de 1990. 
En 1991, DJ tomó parte en la fundación del partido Alianza 90, que en 1993 se integró a Alianza 90/Los Verdes.
Algunos miembros notables de DJ fueron Wolfgang Ullmann, Konrad Weiß, Katrin Göring-Eckardt, Wolfgang Tiefensee y Günter Nooke.